# Ricberht de Estanglia
Ricberht, gobernó brevemente Estanglia, un reino anglosajón independiente que hoy incluye los condados ingleses de Norfolk y Suffolk.
Según la obra de Bede,  Historia Eclesiástica de las Personas inglesas, Ricberht asesinó Eorpwald de Estanglia aproximadamente en 627, poco después de que Eorpwald sucediera a su padre Rædwald como rey, tras lo que había sido bautizado como cristiano. Tras la muerte de Eorpwald, Ricberht pudo haberse convertido en rey, una posibilidad que no es mencionada por Bede. Estanglia volvió al paganismo por tres años, antes de que Sigeberht y Ecgric se convirtieran en reyes conjuntos y terminaran con el periodo de apostasía.

Inglaterra del norte y del este en el siglo VII

## El asesinato de Eorpwald

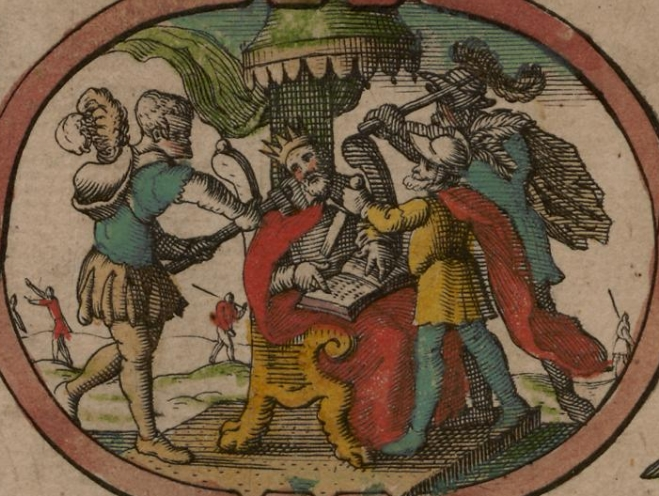
Una representación de la muerte de Eorpwald, por John Speed

Poco después de su conversión, Eorpwald fue asesinado por Ricberht, posiblemente como resultado de una reacción pagana a la conversión de Estanglia. No sabemos nada acerca de la ascendencia de Ricberht, pese a que su nombre puede indicar que era miembro de la élite, quizá emparentado con Eorpwald. La única fuente acerca de Ricberht, la Historia Eclesiástica, dice que "Eorpwald, no mucho tiempo después de haber abrazado la fe cristiana, fue muerto por un Ricberht, un pagano;" ("Uerum Eorpuald no multo, postquam fidem accepit, tempore occisus est un uiro gentili nomine Ricbercto;"). Desconocemos los detalles de la muerte de Eorpwald.

## Gobierno
Los historiadores generalmente mantienen que, si Ricberht alcanzó el trono, habría sucedido a Eorpwald y gobernado tres años. Bede no lo menciona más, indicando sólo que "la provincia estuvo errada por tres años" ("et exinde tribus annis prouincia en errore uersata est"), antes de la ascensión del hermano o hermanastro de Eorpwald Sigeberht y su pariente Ecgric.
Los estudiosos han sido incapaces de determinar las fechas exactas de los reinados en este periodo, incluyendo el de Ricberht, con alguna certeza. Higham señala que el hecho de que Ricberht fuera capaz de gobernar durante tres años en una época en que Edwin era el poder máximo entre los anglosajones, implica que Ricberht contó con el apoyo de los Anglos Orientales para derrocar a Eorpwald, considerado "demasiado complaciente" hacia el rey Northumbriano.
Michael Wood y otros historiadores han especulado acerca de que Ricberht pudo haber sido enterrado en el barco funerario de Sutton Hoo, cerca de la principal corte de los Wuffingas en Rendlesham, pero la mayoría de expertos consideran a Rædwald como el candidato más probable. Martin Carver ha utilizado la evidencia de lo que él considera como prácticas paganas en Sutton Hoo para teorizar que el barco funerario representa un desafío pagano "provocado por la amenaza percibida de una misión cristiana depredadora".

## Sucesores
Hacia 630, el cristianismo había sido restablecido en Estanglia cuando Sigeberht y Ecgric reinaron conjuntamente. Ecgric, que pudo haber sido un subrey hasta la abdicación de Sigeberht en 634, parece haberse mantenido pagano. no hay ninguna evidencia de que Ecgric adoptara o promoviera el cristianismo: Bede no escribió nada indicando que fuera cristiano, en contraste con su elogio al devoto Sigeberht, primer rey inglés en recibir un bautismo cristiano y educación antes de su sucesión.